# Liu Manqing
Liu Manqing (劉曼卿) (Lhasa, 1906-Chongqing, 1941) fue una escritora, diplomática, mensajera e intérprete tibetana y china, nacida en el Tíbet.

## Primeros años
Liu Manqing (o Yudhona) nació en Lhasa, Tíbet, hija de un padre tibetano o chino, Liu Rongguang, y una madre tibetana. Hablaba en tibetano como su primera lengua, y su familia era musulmana. Vivió en Darjeeling por un tiempo en su niñez, cuando sus padres fueron expulsados de Tíbet. Más tarde estudió en Beijing, en donde aprendió mandarín, y pudo haber entrenado como enfermera en un hospital misionero.

## Carrera
Manqing regresó a Tíbet siendo joven a pesar de las dificultades de viajar hasta Lhasa. Viajó por agua, en caballo y a pie sobre terrenos accidentados, «allanando con éxito el camino para una reconciliación entre China y el gobierno tibetano», según predijo un informe periodístico del año 1930. Llevó a cabo negociaciones durante las visitas con el decimotercer Dalai Lama Thubten Gyatso, ejerció un cargo en la administración pública en China durante el gobierno de Chiang Kai-shek y fue una enviada, intérprete y mensajera entre líderes chinos y tibetanos en las décadas de 1920 y 1930. Escribió tres libros, dos sobre Tíbet y uno sobre educación. En 1938 informó al Kuomintang en Chongqing acerca de las condiciones en la provincia de Xikang.
En 1931, Liu fue miembro fundadora de la Asociación de Áreas Fronterizas de China, o el Club Fronterizo. Disertó en 1932 en la Universidad de Shanghái sobre sus experiencias en el Club Fronterizo.
Ella usó varios nombres, siendo también conocida como Yongjin y De Meixi.

## Publicaciones
- Expedition in a Carriage to Xikang and Tibet (1933)
- Tibet (1934)
- Education in the Chinese Border Areas (1937)

## Vida personal
Manqing se casó joven y se divorció pronto en Beijing. Falleció en 1941, a los 35 años, en Chongqing. Es «recordada como heroína por el pueblo tibetano», entre quienes es bastante conocida la historia de sus arduos viajes a Lhasa.